# Superkids
Superkids is een Nederlands televisieprogramma dat oorspronkelijk werd uitgezonden door RTL 4, in 2019 werd het programma overgenomen door SBS6. De presentatie van het programma was in handen van Wendy van Dijk en Johnny de Mol. Zij worden bijgestaan door een vierkoppige jury.

## Format
In het programma mogen kinderen auditie doen om hun talent te laten zien, dit kan uiteenlopen van dansen tot zingen tot schaatsen etc. De kinderen woorden beoordeeld door een vierkoppige jury die hen cijfers geven. Daarnaast is er een live publiek aanwezig dat ook punten verdeelt. De kinderen met de meeste punten gaan door naar de finale waarin ze nogmaals hun act op mogen voeren. Het kind met de meeste punten wordt uitgeroepen tot 'Superkid' en wint het programma.

## Jury
| Jury             | S1 | S2 | S3 |
| ---------------- | -- | -- | -- |
| Carlo Boszhard   |    |    |    |
| Angela Schijf    |    |    |    |
| Tijl Beckand     |    |    |    |
| Dinand Woesthoff |    |    |    |
| Gordon           |    |    |    |
| Maan             |    |    |    |
| Wibi Soerjadi    |    |    |    |
| Juvat Westendorp |    |    |    |